# Bigorno
Bigorno (korsisch: Bigornu) ist eine Gemeinde mit 94 Einwohnern (Stand 1. Januar 2022) im Département Haute-Corse auf der französischen Insel Korsika.

## Geografie
Der Ort liegt auf etwa 670 Metern über dem Meer am Hang eines Seitentales des Flusses Golo, der die südliche Gemeindegrenze bildet. Die Gemeinde grenzt im Norden an Piève, im Nordosten an Murato, im Osten an Campitello, im Süden an Bisinchi und im Westen an Lento. Der höchste Punkt ist der Mont Pietrapolo mit 1106 m. ü. M.

## Sehenswürdigkeiten
- Kirche Mariä Himmelfahrt (Santa-Maria Assunta) aus dem 18. Jahrhundert
- Kriegerdenkmal
- Überreste von romanischen Kapellen: Santo Stefano, San Marcello und Sant’Agostino

## Demografie
| Jahr      | 1962 | 1968 | 1975 | 1982 | 1990 | 1999 | 2007 | 2016 |
| Einwohner | 95   | 116  | 86   | 100  | 61   | 78   | 79   | 87   |

## Regelmäßige Veranstaltungen
Am 15. August wird in Bigorno Mariä Himmelfahrt, das Patrozinium der Kirche, besonders gefeiert.

## Wirtschaft
Auf dem Gemeindegebiet gelten kontrollierte Herkunftsbezeichnungen (AOC) für Brocciu-Käse, Olivenöl (Huile d’olive de Corse - Oliu di Corsica), Honig (Miel de Corse - Mele di Corsica) und Kastanienmehl (Farine de châtaigne corse - Farina castagnina corsa) sowie geschützte geographische Angaben (IGP) für Wein (Ile de Beauté blanc, rosé oder rouge und Méditerranée blanc, rosé und rouge).